# Kecamatan Pakis (distrikt i Indonesien, Jawa Tengah)
Kecamatan Pakis är ett distrikt i Indonesien.   Det ligger i provinsen Jawa Tengah, i den västra delen av landet, 400 km öster om huvudstaden Jakarta.